# Placówka Straży Granicznej I linii „Zduny”

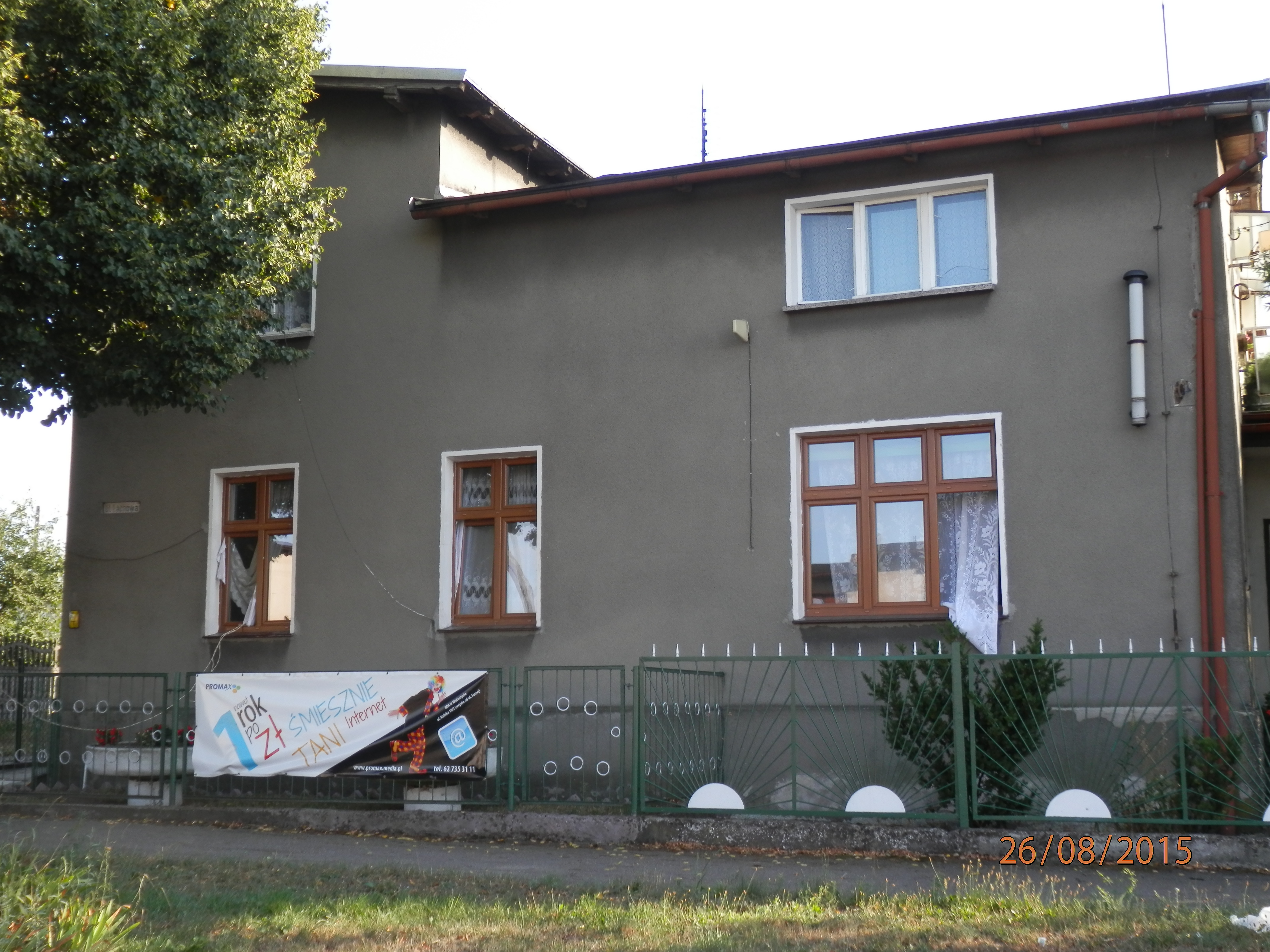
Budynek placówki SG "Zduny" przy ul. Łacnowej 1.

Placówka Straży Granicznej I linii „Zduny” – jednostka organizacyjna Straży Granicznej pełniąca służbę ochronną na granicy polsko-niemieckiej w okresie międzywojennym.

## Geneza
Na wniosek Ministerstwa Skarbu, uchwałą z 10 marca 1920 roku, powołano do życia Straż Celną. Od połowy 1921 roku jednostki Straży Celnej rozpoczęły przejmowanie odcinków granicy od pododdziałów Batalionów Celnych. Proces tworzenia Straży Celnej trwał do końca 1922 roku. Placówka Straży Celnej „Zduny” weszła w podporządkowanie komisariatu Straży Celnej „Zduny” z Inspektoratu SC „Ostrów”.

## Formowanie i zmiany organizacyjne
W drugiej połowie 1927 roku przystąpiono do gruntownej reorganizacji Straży Celnej. W praktyce skutkowało to rozwiązaniem tej formacji granicznej. 
Rozporządzeniem Prezydenta Rzeczypospolitej Polskiej Ignacego Mościckiego z 22 marca 1928 roku, do ochrony północnej, zachodniej i południowej granicy państwa, a w szczególności do ich ochrony celnej, powoływano z dniem 2 kwietnia 1928 roku  Straż Graniczną.
Rozkazem nr 3 z 25 kwietnia 1928 roku w sprawie organizacji Wielkopolskiego Inspektoratu Okręgowego dowódca Straży Granicznej gen. bryg. Stefan Pasławski  określił strukturę organizacyjną komisariatu SG „Krotoszyn”. Placówka Straży Granicznej I linii „Zduny” znalazła się w jego strukturze.

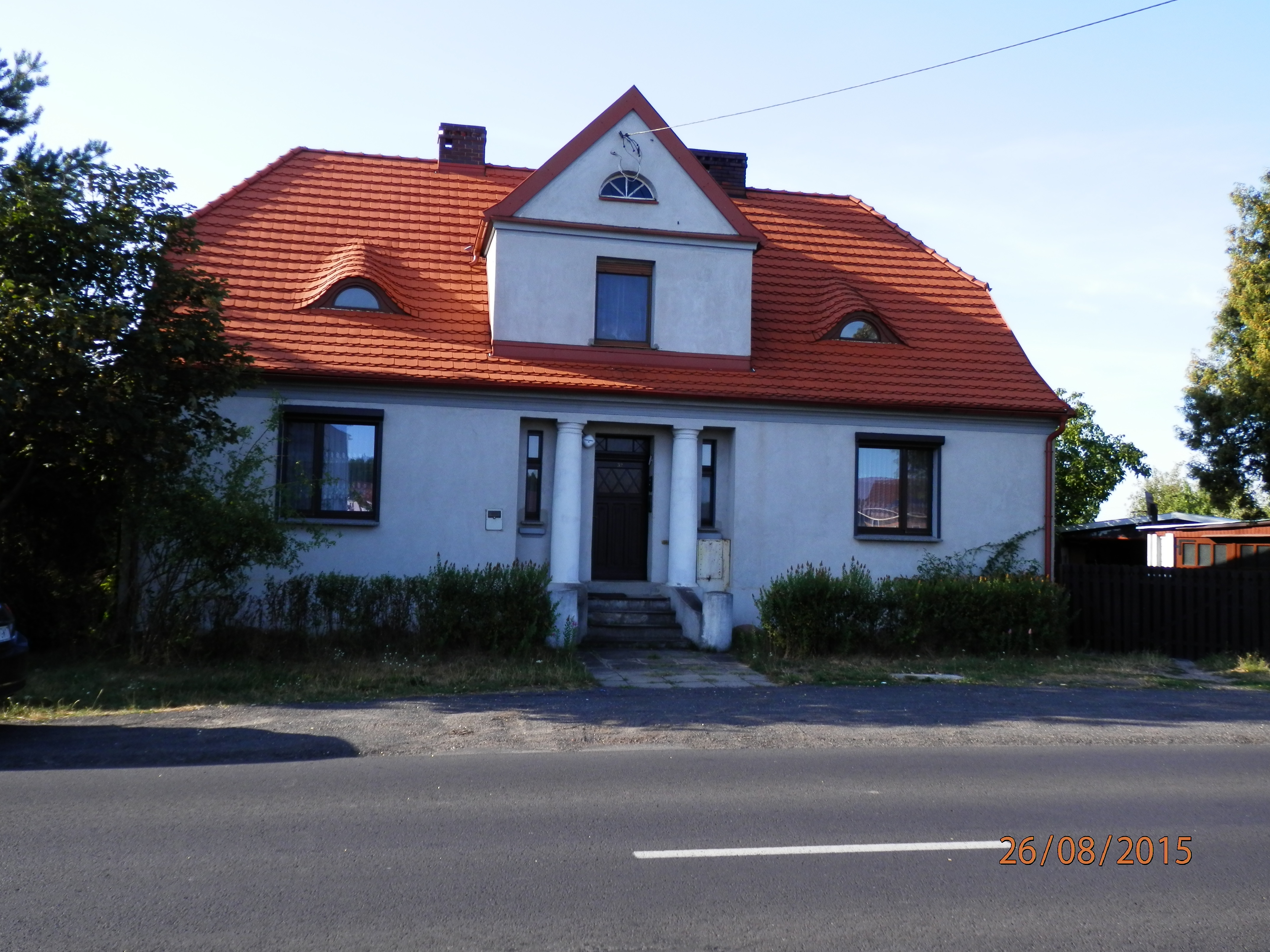
Budynek Urzędu Celnego na przejściu Zduny-Rogatka przy ul. Wrocławskiej.

## Służba graniczna
Rozkazem organizacyjnym nr 5 z 15 lutego 1930 roku (czyim?) zostały określone granice placówki. Ochraniała ona 6436 m granicy od kamienia granicznego J 211 do J 241. Placówka posiadała punkt obserwacyjny na dachu cukrowni. Widoczność sięgała do miejscowości Kuschwitz i Freyhan.
Sąsiednie placówki:
- placówka Straży Granicznej I linii „Rochy” ⇔ placówka Straży Granicznej I linii „Ujazd” − 1928
- placówka Straży Granicznej I linii „Ruda” ⇔ placówka Straży Granicznej I linii „Sulmierzyce” − 1930
- placówka Straży Granicznej I linii „Bestwin” ⇔ placówka Straży Granicznej I linii „Sulmierzyce” − 1930

## Kierownicy/dowódcy placówki
- przodownik Franciszek Carkola[11]